# فانيسا جيدن
فانيسا جيدن (بالإنجليزية: Vanessa Gidden)‏ مواليد 1 يوليو 1985 في جامايكا، هي لاعبة كرة سلة جامايكية. تلعب في الدوري الإسباني لكرة السلة للسيدات كلاعب وسط. وتحمل الرقم 43. لعبت مع مينيسوتا لينكس في الاتحاد الوطني لكرة السلة النسائية ونادي أفينيدا لكرة السلة للسيدات في الدوري الإسباني لكرة السلة للسيدات.

## روابط خارجية
- فانيسا جيدن على موقع الاتحاد الدولي لكرة السلة (الإنجليزية)
- فانيسا جيدن على موقع كرة السلة الأوروبية.كوم (الإنجليزية)
- فانيسا جيدن على موقع كلية كرة السلة في سبورتس رفرنس.كوم (الإنجليزية)